# NGC 4098/2
NGC 4098/2 је спирална галаксија у сазвежђу Береникина коса која се налази на NGC листи објеката дубоког неба.
Деклинација објекта је + 20° 36' 19" а ректасцензија 12h 6m 3,9s. Привидна величина (магнитуда) објекта NGC 4098 износи 15,8 а фотографска магнитуда 16,6. NGC 40982 је још познат и под ознакама NGC 4099-2, UGC 7091, MCG 4-29-24, CGCG 128-26, VV 61.